# Aachener Turn- und Sportverein Alemannia 1900 1996-1997
Questa voce raccoglie le informazioni riguardanti l'Aachener Turn- und Sportverein Alemannia 1900 nelle competizioni ufficiali della stagione 1996-1997.

## Stagione
Nella stagione 1996-1997 l'Alemannia, allenato da Gerd vom Bruch e Werner Fuchs, concluse il campionato di Regionalliga ovest-sudovest all'11º posto.

## Rosa
| N. |                        | Ruolo | Calciatore         |
| -- | ---------------------- | ----- | ------------------ |
| 1  | Germania (bandiera)    | P     | Christian Schmidt  |
| 10 | Paesi Bassi (bandiera) | C     | Erwin Vanderbroeck |
| 16 | Germania (bandiera)    | A     | Stephan Lämmermann |
|    | Germania (bandiera)    | P     | Karl-Heinz Kieren  |
|    | Germania (bandiera)    | D     | Withold Bolda      |
|    | Germania (bandiera)    | D     | Stefan Esser       |
|    | Germania (bandiera)    | D     | Frank Klemmer      |
|    | Germania (bandiera)    | D     | Markus Matros      |
|    | Paesi Bassi (bandiera) | D     | Sander Roege       |
|    | Germania (bandiera)    | D     | Daniel Scheinhardt |
|    | Germania (bandiera)    | D     | Peter Stops        |
|    | Belgio (bandiera)      | C     | Luan Aliu          |

| N. |                        | Ruolo | Calciatore       |
| -- | ---------------------- | ----- | ---------------- |
|    | Germania (bandiera)    | C     | Andreas Bluhm    |
|    | Germania (bandiera)    | C     | Ingo Küpper      |
|    | Germania (bandiera)    | C     | Thomas Lasser    |
|    | Germania (bandiera)    | C     | Alexander Morton |
|    | Grecia (bandiera)      | C     | Christos Orkas   |
|    | Rep. Ceca (bandiera)   | C     | Roman Sialini    |
|    | Belgio (bandiera)      | C     | Frédéric Waseige |
|    | Rep. Ceca (bandiera)   | A     | Dušan Horváth    |
|    | Brasile (bandiera)     | A     | José Alencar     |
|    | Germania (bandiera)    | A     | Marco Lochen     |
|    | Germania (bandiera)    | A     | Stefan Thiele    |
|    | Bielorussia (bandiera) | A     | Andrey Yusipets  |

## Organigramma societario
Area tecnica
- Allenatore: Werner Fuchs
- Allenatore in seconda:
- Preparatore dei portieri:
- Preparatori atletici:
- Analisi video:

## Calciomercato

### Sessione estiva
| Acquisti | Acquisti          | Acquisti             | Acquisti |
| R.       | Nome              | da                   | Modalità |
| -------- | ----------------- | -------------------- | -------- |
| D        | Stefan Esser      | Bonner               |          |
| C        | Carsten Hinz      | Borussia Dortmund II |          |
| P        | Karl-Heinz Kieren | Eintracht Treviri    |          |
| A        | Stefan Thiele     | Rot-Weiss Essen      |          |

| Cessioni | Cessioni         | Cessioni          | Cessioni |
| R.       | Nome             | a                 | Modalità |
| -------- | ---------------- | ----------------- | -------- |
| D        | Ralf Albarus     | SV Baesweiler     |          |
| P        | Karsten Härtel   | Bonner            |          |
| D        | Ralf Köhnen      | Germania Teveren  |          |
| D        | Thomas Krisp     | Rhenania Würselen |          |
| C        | Volker Lindinger | SV Baesweiler     |          |
| A        | Daniel Simmes    | Wuppertal         |          |

### Sessione invernale
| Acquisti | Acquisti       | Acquisti | Acquisti |
| R.       | Nome           | da       | Modalità |
| -------- | -------------- | -------- | -------- |
| C        | Christos Orkas | LR Ahlen |          |

| Cessioni | Cessioni        | Cessioni        | Cessioni |
| R.       | Nome            | a               | Modalità |
| -------- | --------------- | --------------- | -------- |
| A        | Marcus Feinbier | Wattenscheid 09 |          |
| C        | Torsten Frings  | Werder Brema    |          |
| C        | Carsten Hinz    | Erkenschwick    |          |

## Risultati

### Regionalliga ovest-sudovest

#### Girone di andata
| Remscheid 28 luglio 1996, ore 15:00 CEST 1ª giornata | Remscheid | 0 – 0 referto | Alemannia Aquisgrana | Röntgen-Stadion (3 000 spett.)\| Arbitro: \| Liedtke \| |
| Arbitro:                                             | Liedtke   |               |                      |                                                         |

| Arbitro: | Jonsson |

|              |           |              |
| Feinbier 51’ | Marcatori | 14’ Albrecht |

| Arbitro: | Steinborn |

|                  |           |  |
| Bluhm 70’ (rig.) | Marcatori |  |

| Arbitro: | Haupt |

|                                              |           |                           |
| Walz 5’ Brinkmann 22’ Fengler 47’ Dreyer 90’ | Marcatori | 42’ Lämmermann 89’ Frings |

| Aquisgrana 23 agosto 1996, ore 18:00 CEST 5ª giornata | Alemannia Aquisgrana | 0 – 0 referto | RW Oberhausen | Stadio Tivoli (3 000 spett.)\| Arbitro: \| Milic \| |
| Arbitro:                                              | Milic                |               |               |                                                     |

| Arbitro: | Wack |

|                                             |           |                   |
| Harde 20’ Lässig 31’ Flick 48’ Stanivuk 56’ | Marcatori | 15’, 38’ Feinbier |

| Arbitro: | Engler |

|                                              |           |                          |
| Lämmermann 23’ Vanderbroeck 36’ Feinbier 45’ | Marcatori | 82’ Mushinka 90’ Drljača |

| Saarbrücken 14 settembre 1996, ore 15:00 CEST 8ª giornata | Saarbrücken | 0 – 0 referto | Alemannia Aquisgrana | Ludwigsparkstadion (2 600 spett.)\| Arbitro: \| Buchkremer \| |
| Arbitro:                                                  | Buchkremer  |               |                      |                                                               |

| Arbitro: | Plettenberg |

|                            |           |            |
| Waseige 14’ Lämmermann 47’ | Marcatori | 80’ Herres |

| Arbitro: | Kinhöfer |

|            |           |                  |
| Simmes 20’ | Marcatori | 88’ (rig.) Bluhm |

| Arbitro: | Funken |

|                            |           |          |
| Feinbier 5’ Lämmermann 79’ | Marcatori | 23’ Haan |

| Arbitro: | Orde |

|            |           |             |
| Deffke 80’ | Marcatori | 70’ Klemmer |

| Arbitro: | Hermsdorf |

|                                       |           |             |
| Lämmermann 12’ Feinbier 40’ Bluhm 60’ | Marcatori | 19’ Vollmar |

| Arbitro: | Schweitzer |

|                                        |           |                             |
| Fengler 32’ Teichmann 57’ Dikhtiar 90’ | Marcatori | 13’ Lämmermann 40’ Feinbier |

| Arbitro: | Margenberg |

|             |           |                       |
| Horváth 90’ | Marcatori | 12’ Kämper 45’ Wagner |

| Arbitro: | Haupt |

|            |           |  |
| Scharf 11’ | Marcatori |  |

| Arbitro: | Henes |

|                                                                            |           |  |
| Vanderbroeck 3’ Feinbier 5’, 11’, 68’ Horváth 19’ Lämmermann 20’ Bluhm 35’ | Marcatori |  |

#### Girone di ritorno
| Aquisgrana 11 dicembre 1996, ore 19:00 CET 18ª giornata | Alemannia Aquisgrana | 0 – 0 referto | Remscheid | Stadio Tivoli (1 000 spett.)\| Arbitro: \| Kestermann \| |
| Arbitro:                                                | Kestermann           |               |           |                                                          |

| Arbitro: | Blüthgen |

|                         |           |  |
| Czakon 4’ Melunovic 60’ | Marcatori |  |

| Münster 23 febbraio 1997, ore 14:30 CET 20ª giornata | Preußen Münster | 0 – 0 referto | Alemannia Aquisgrana | Preußenstadion (3 500 spett.)\| Arbitro: \| Albers \| |
| Arbitro:                                             | Albers          |               |                      |                                                       |

| Arbitro: | Neis |

|  |           |                                      |
|  | Marcatori | 31’ Zuraski 57’ Raschke 69’ Gebhardt |

| Arbitro: | Kestermann |

|  |           |            |
|  | Marcatori | 18’ Thiele |

| Arbitro: | Willems |

|                      |           |  |
| Lochen 18’ Orkas 77’ | Marcatori |  |

| Arbitro: | Plettenberg |

|                                        |           |                            |
| Anyiloibi 42’, 52’ Diouf 62’ Susic 90’ | Marcatori | 24’, 33’ Lochen 44’ Thiele |

| Arbitro: | Scheppe |

|            |           |            |
| Lochen 46’ | Marcatori | 45’ Zibert |

| Arbitro: | Schäfer |

|                                              |           |  |
| Heinsdorf 13’ Muchka 22’ Ramadani 88’ (rig.) | Marcatori |  |

| Arbitro: | Kortholt |

|            |           |  |
| Lochen 68’ | Marcatori |  |

| Arbitro: | Henes |

|                     |           |  |
| Papic 35’ Zoric 90’ | Marcatori |  |

| Arbitro: | Hermsdorf |

|            |           |                 |
| Lochen 38’ | Marcatori | 27’, 69’ Deffke |

| Arbitro: | Orde |

|  |           |            |
|  | Marcatori | 75’ Lochen |

| Arbitro: | Schütz |

|                  |           |                                         |
| Vanderbroeck 81’ | Marcatori | 40’, 55’, 72’ Feinbier 79’, 85’ Allievi |

| Arbitro: | Briesch |

|                         |           |  |
| Bangoura 47’ Strate 56’ | Marcatori |  |

| Arbitro: | Wick |

|             |           |  |
| Horváth 43’ | Marcatori |  |

| Arbitro: | Margenberg |

|                       |           |  |
| Delic 18’ Flausse 85’ | Marcatori |  |

## Statistiche

### Statistiche di squadra
| Competizione | Punti | In casa | In casa | In casa | In casa | In casa | In casa | In trasferta | In trasferta | In trasferta | In trasferta | In trasferta | In trasferta | Totale | Totale | Totale | Totale | Totale | Totale | DR |
| Competizione | Punti | G       | V       | N       | P       | Gf      | Gs      | G            | V            | N            | P            | Gf           | Gs           | G      | V      | N      | P      | Gf     | Gs     | DR |
| ------------ | ----- | ------- | ------- | ------- | ------- | ------- | ------- | ------------ | ------------ | ------------ | ------------ | ------------ | ------------ | ------ | ------ | ------ | ------ | ------ | ------ | -- |
| Regionalliga | 42    | 17      | 9       | 4       | 4       | 27      | 19      | 17           | 2            | 5            | 10           | 13           | 29           | 34     | 11     | 9      | 14     | 40     | 48     | -8 |
| Totale       | 42    | 17      | 9       | 4       | 4       | 27      | 19      | 17           | 2            | 5            | 10           | 13           | 29           | 34     | 11     | 9      | 14     | 40     | 48     | -8 |

### Andamento in campionato
| Giornata  | 1  | 2  | 3 | 4  | 5  | 6  | 7  | 8  | 9 | 10 | 11 | 12 | 13 | 14 | 15 | 16 | 17 | 18 | 19 | 20 | 21 | 22 | 23 | 24 | 25 | 26 | 27 | 28 | 29 | 30 | 31 | 32 | 33 | 34 |
| --------- | -- | -- | - | -- | -- | -- | -- | -- | - | -- | -- | -- | -- | -- | -- | -- | -- | -- | -- | -- | -- | -- | -- | -- | -- | -- | -- | -- | -- | -- | -- | -- | -- | -- |
| Luogo     | T  | C  | C | T  | C  | T  | C  | T  | C | T  | C  | T  | C  | T  | C  | T  | C  | C  | T  | T  | C  | T  | C  | T  | C  | T  | C  | T  | C  | T  | C  | T  | C  | T  |
| Risultato | N  | N  | V | P  | N  | P  | V  | N  | V | N  | V  | N  | V  | P  | P  | P  | V  | N  | P  | N  | P  | V  | V  | P  | N  | P  | V  | P  | P  | V  | P  | P  | V  | P  |
| Posizione | 10 | 11 | 8 | 12 | 12 | 14 | 12 | 13 | 9 | 11 | 9  | 9  | 7  | 7  | 7  | 9  | 8  | 9  | 10 | 10 | 10 | 10 | 9  | 10 | 9  | 10 | 10 | 10 | 10 | 10 | 10 | 10 | 10 | 11 |

Legenda:

Luogo: C = Casa; T = Trasferta. Risultato: V = Vittoria; N = Pareggio; P = Sconfitta.

### Statistiche dei giocatori
| J. Alencar      | 22 | 0  | 4  | 0 |
| L. Aliu         | 9  | 0  | 0  | 0 |
| A. Bluhm        | 34 | 4  | 2  | 0 |
| W. Bolda        | 0  | 0  | 0  | 0 |
| S. Esser        | 0  | 0  | 0  | 0 |
| M. Feinbier     | 16 | 10 | 1  | 1 |
| T. Frings       | 19 | 1  | 1  | 1 |
| C. Hinz         | 14 | 0  | 0  | 0 |
| D. Horváth      | 28 | 3  | 2  | 1 |
| K. Kieren       | 31 | 0  | 1  | 0 |
| F. Klemmer      | 31 | 1  | 12 | 3 |
| I. Küpper       | 8  | 0  | 0  | 0 |
| T. Lasser       | 13 | 0  | 0  | 0 |
| M. Lochen       | 14 | 7  | 0  | 0 |
| S. Lämmermann   | 27 | 7  | 0  | 0 |
| M. Matros       | 6  | 0  | 0  | 0 |
| A. Morton       | 4  | 0  | 0  | 0 |
| C. Orkas        | 8  | 1  | 0  | 0 |
| S. Roege        | 18 | 0  | 0  | 0 |
| D. Scheinhardt  | 14 | 0  | 0  | 1 |
| C. Schmidt      | 3  | 0  | 0  | 0 |
| R. Sialini      | 11 | 0  | 0  | 0 |
| P. Stops        | 24 | 0  | 1  | 0 |
| S. Thiele       | 22 | 2  | 0  | 0 |
| E. Vanderbroeck | 31 | 3  | 1  | 2 |
| F. Waseige      | 27 | 1  | 1  | 1 |
| A. Yusipets     | 26 | 0  | 0  | 0 |